# Gråborg
För andra betydelser, se Gråborg (olika betydelser).

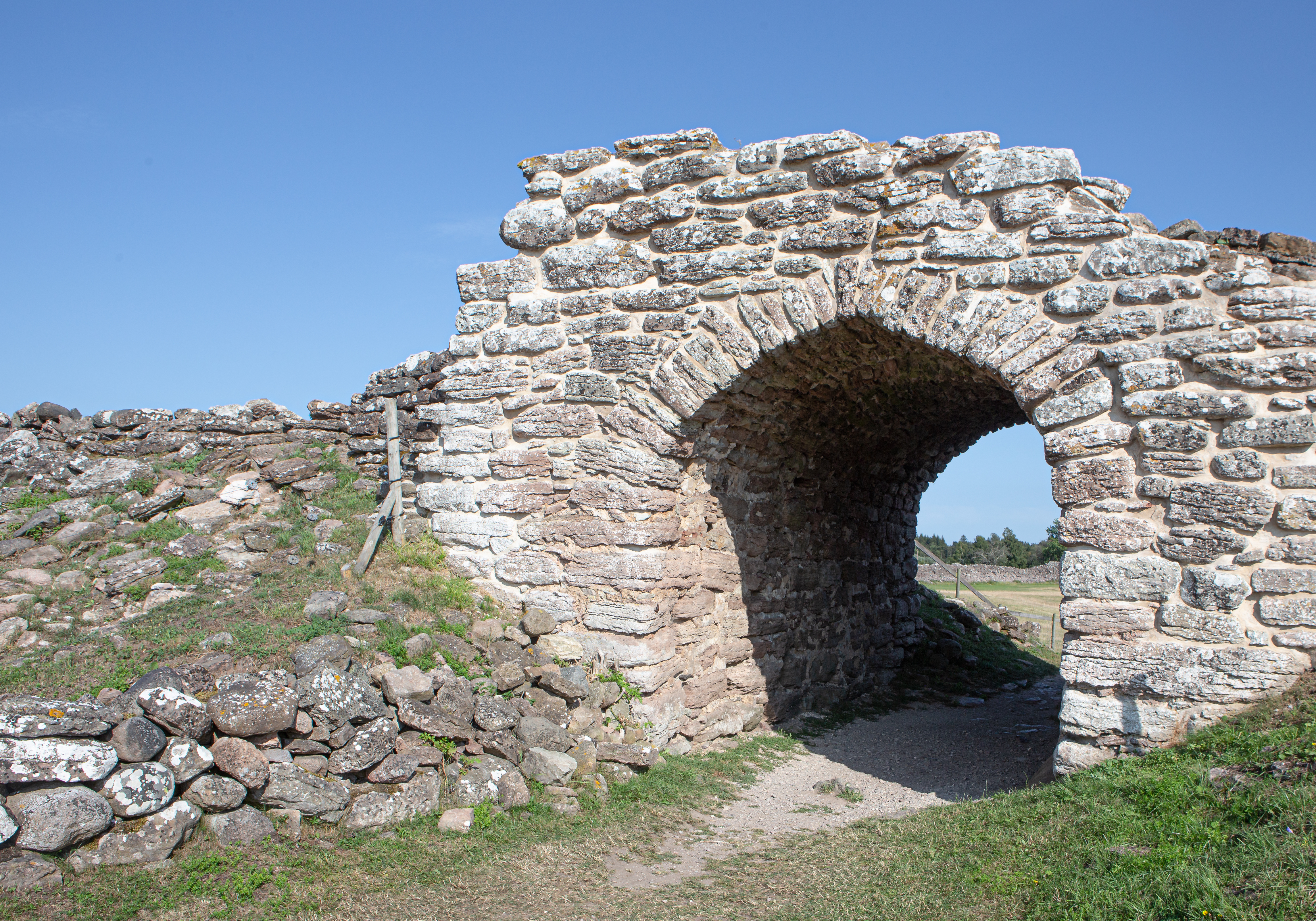
En av Gråborgs valvöppningar

Gråborg i Algutsrums socken i Mörbylånga kommun var länge Ölands största kända fornborg. År 2021 upptäcktes Sörby borg på mellersta Öland, som är större.
Gråborg består av en rund ringmur, cirka 4 meter hög. På utsidan ligger stenarna delvis i murbruk, vilket gör att muren genom tiderna har kunnat bevaras ganska väl. Gråborg har tre öppningar varav en har varit försedd med en tornöverbyggnad, som konstruerades under medeltiden. Inne i själva borgen har man inte funnit några rester av hus eller andra byggnader. Borgens storlek visar dock att den varit en central punkt i äldre tider, kanske en handelsplats. I äldre tider kallades borgen för "Backaborg" eller "Borg".
På borgens område har man gjort rikliga arkeologiska lösfynd vilka nu förvaras på Länsmuseet i Kalmar. De äldsta delarna av fornborgen är sannolikt från 500-talet. Sin nuvarande storlek fick borgen under 1100-talet, efter att ha byggts ut i etapper. Det inre av borgen är numera gräsbevuxen. Borgens form är elliptisk och med en storlek av ungefär 210 gånger 160 meter.
Enligt en sägen är Gråborg starkt förknippad med motkungen Burislev Sverkersson, som jämte sin halvsyster Sofia av Minsk hade sin uppväxt här.[källa behövs]

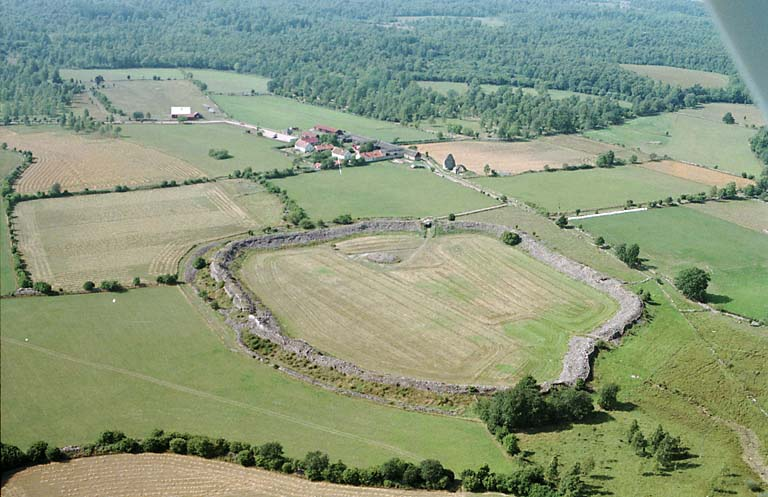
Flygbild
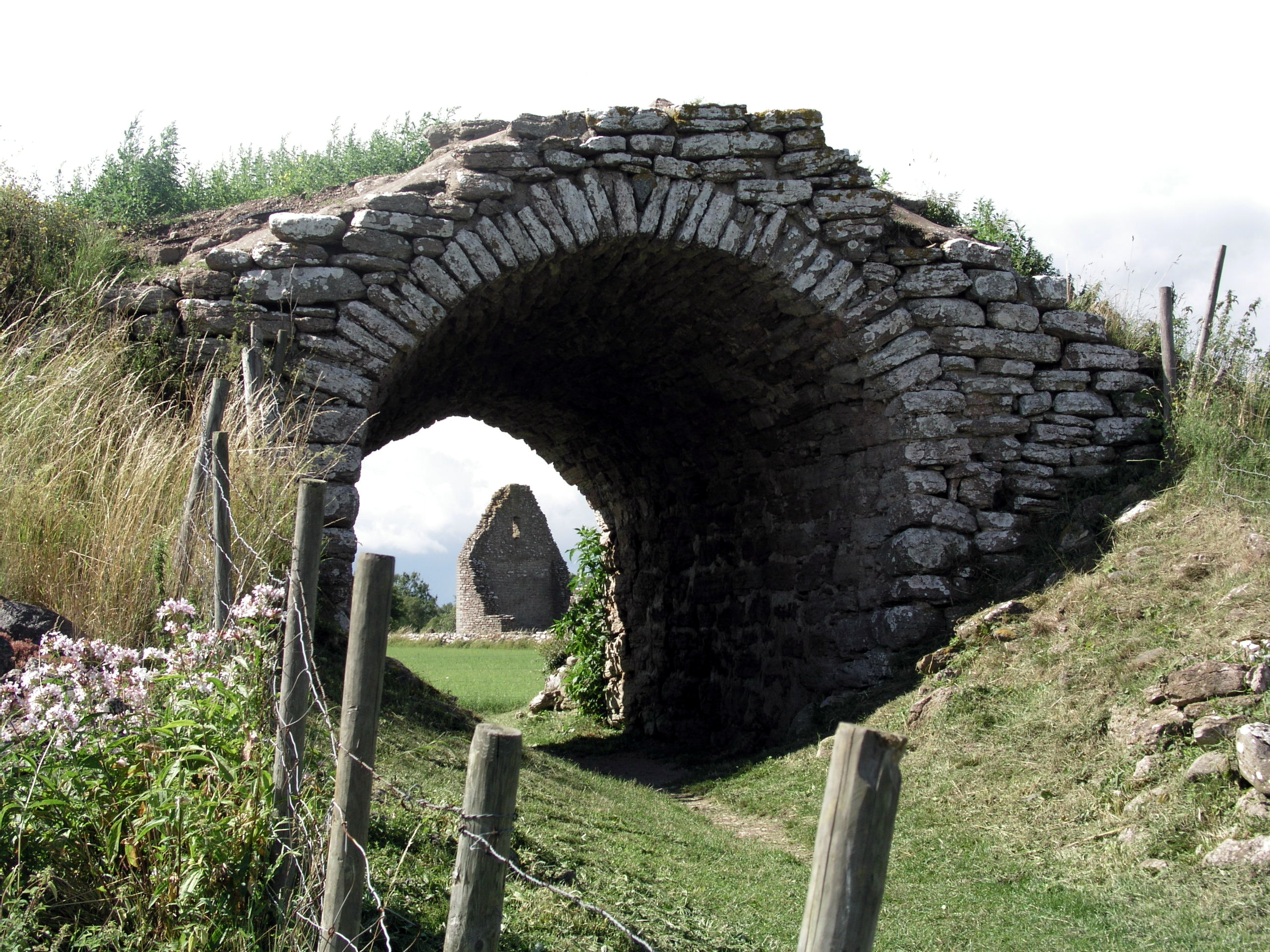
En av Gråborgs valvöppningar
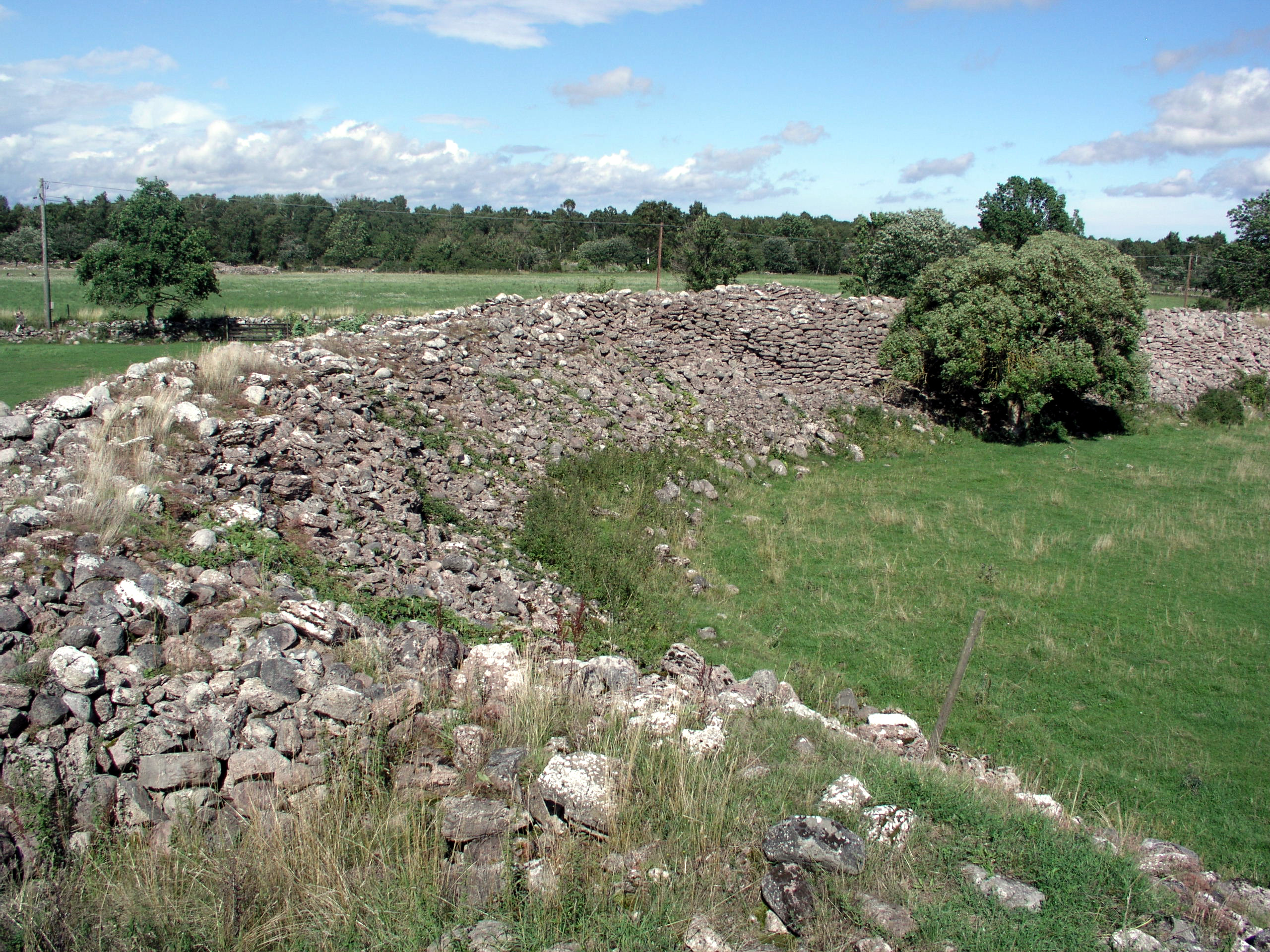
Gråborgs ringmur
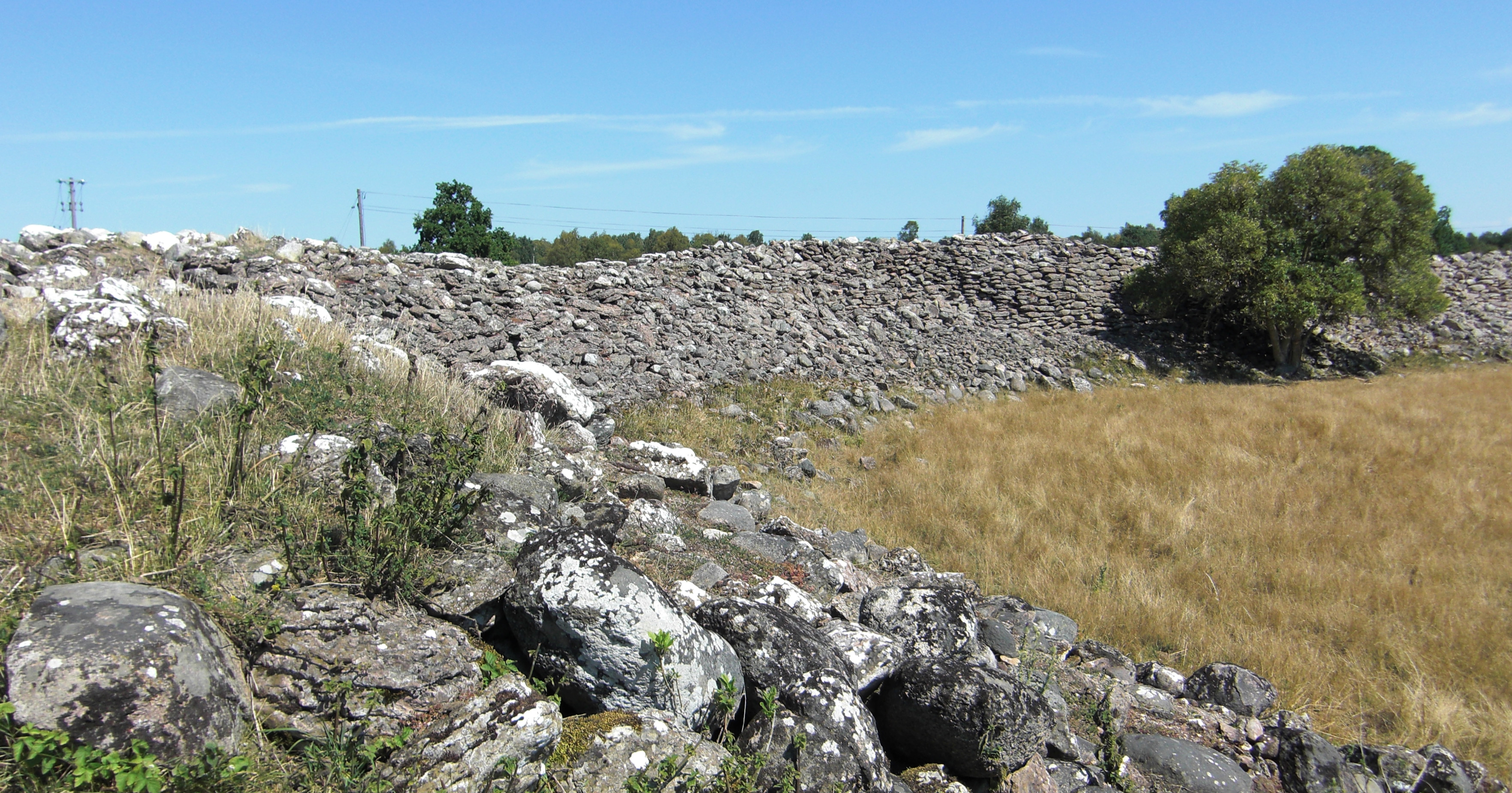
Gråborgs ringmur
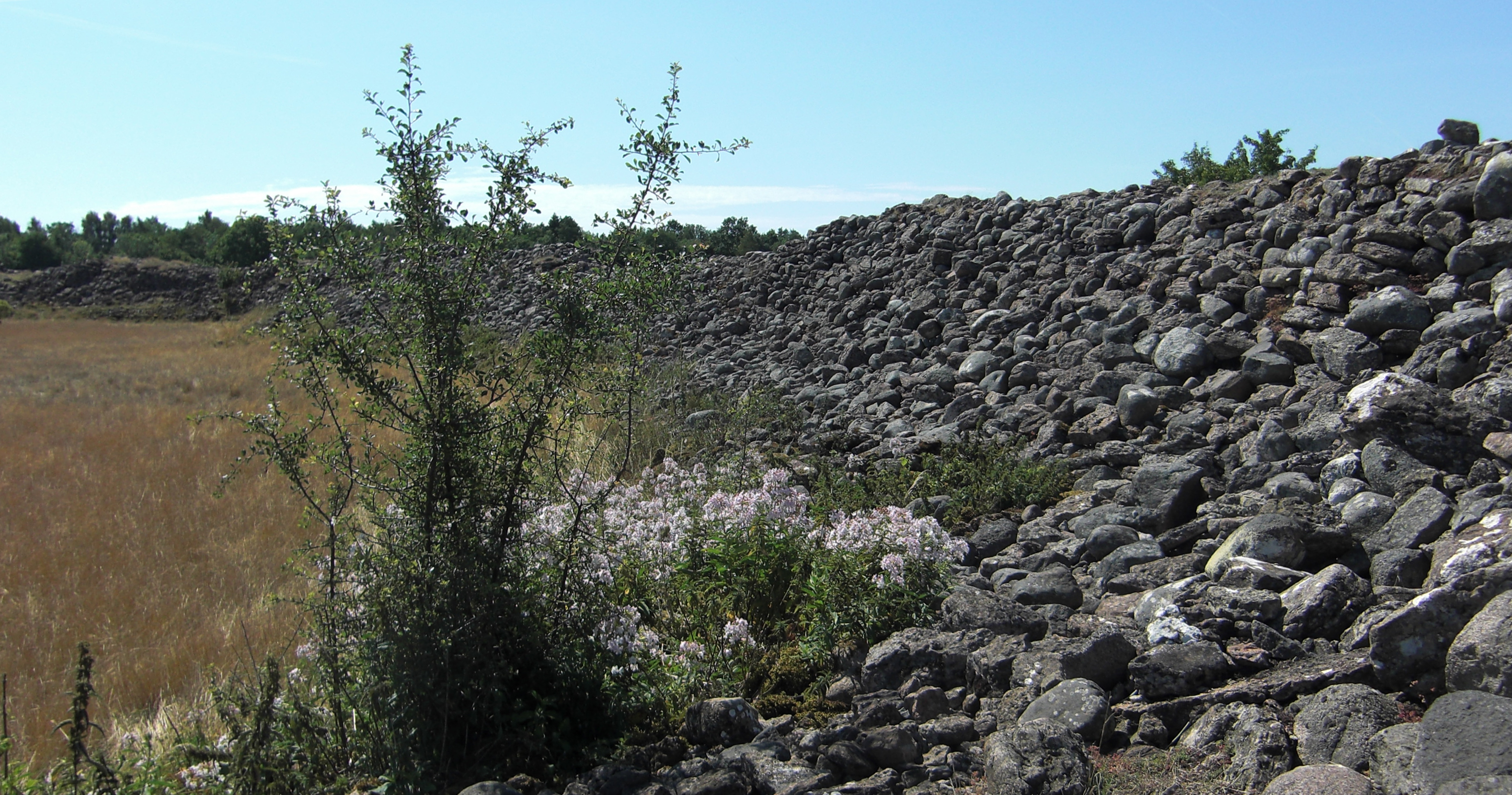
Gråborgs ringmur
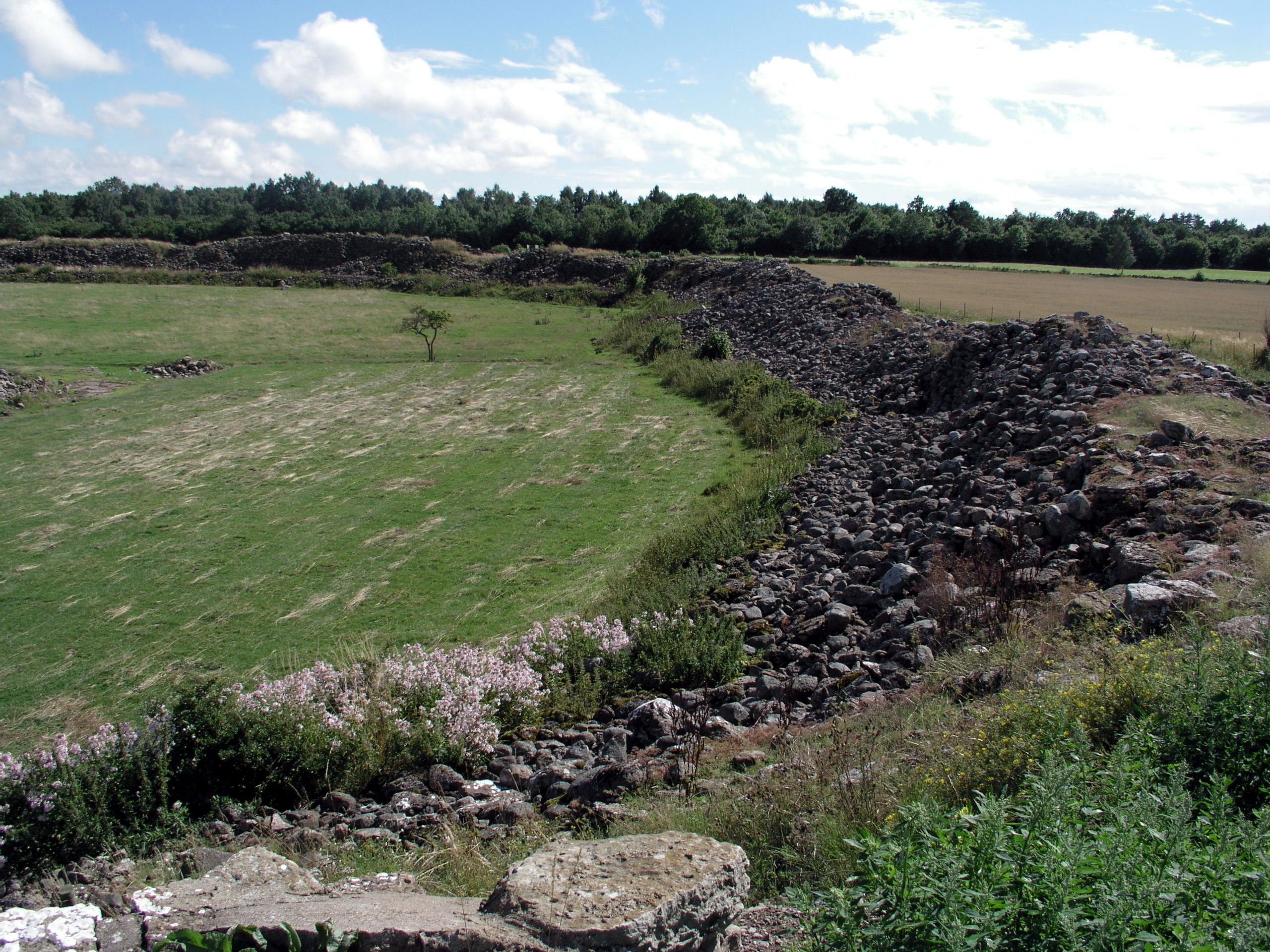
Gråborgs ringmur
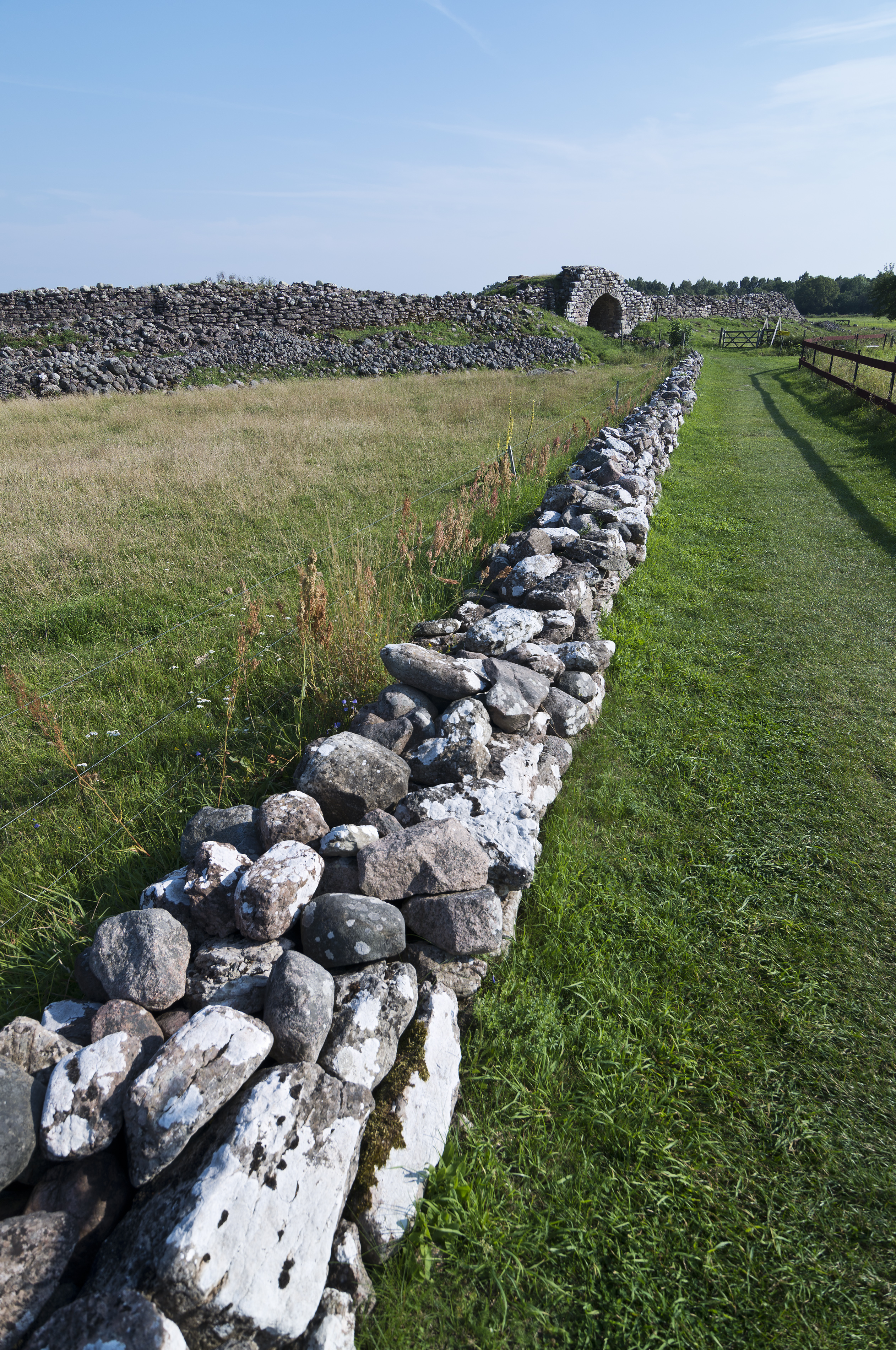

## Sankt Knuts kapell

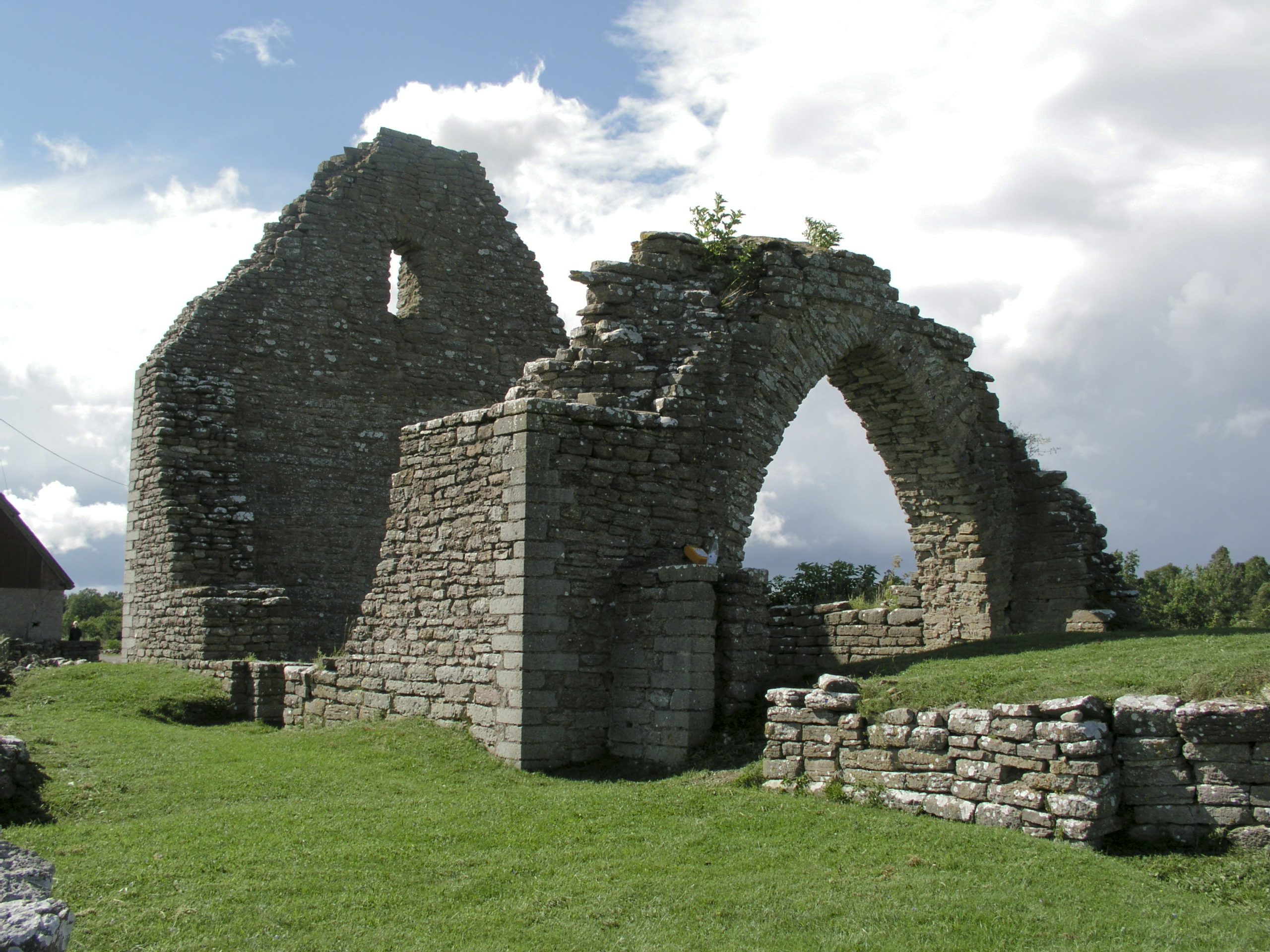
S:t Knuts kapell

Strax intill Gråborg ligger ruinerna av Sankt Knuts kapell. Kapellet uppfördes under 1100-talet och övergavs under 1500-talet och dess enda klocka konfiskerades till kronan 1560. Idag finns endast den västra gaveln och triumfbågen kvar. En stavkorshäll finns numera i Algutsrums kyrka liksom ett altarskåp som är ett av Ölands största. Kapellbyggnaden har troligen omgivits av en mindre kyrkogård; såväl skelett som gravstenar har påträffats i närheten.
Namnet härstammar från den danske helgonkonungen Knut som blev dödad i ett uppror i Odense år 1086. Namnet tyder på att platsen har haft kontakter med Danmark och de danska Knutsgillena. I närheten ligger också Borgs by, som sedan 1945 ägs av Kungliga Vitterhets Historie och Antikvitets Akademien.

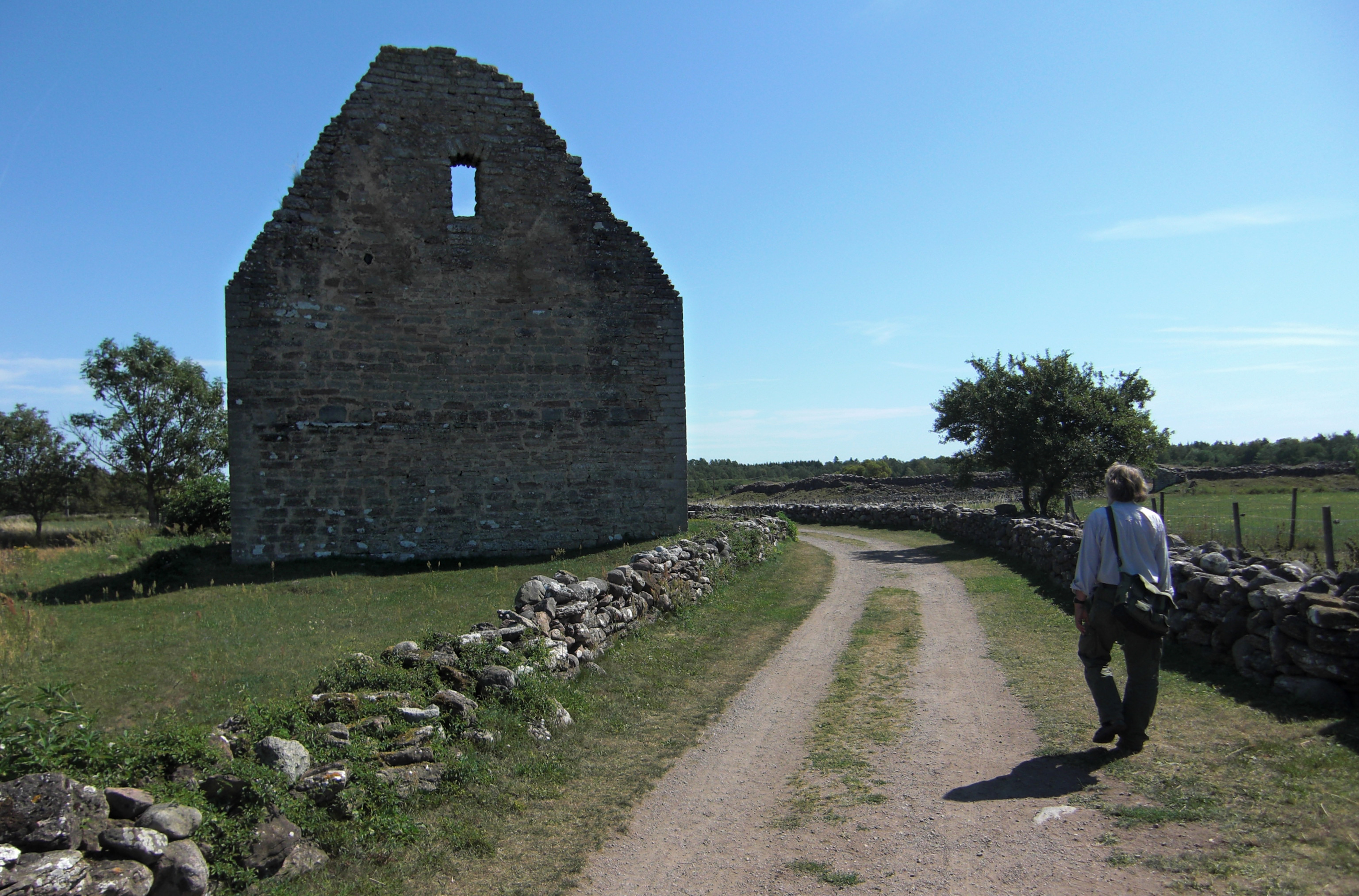
S:t Knuts kapell
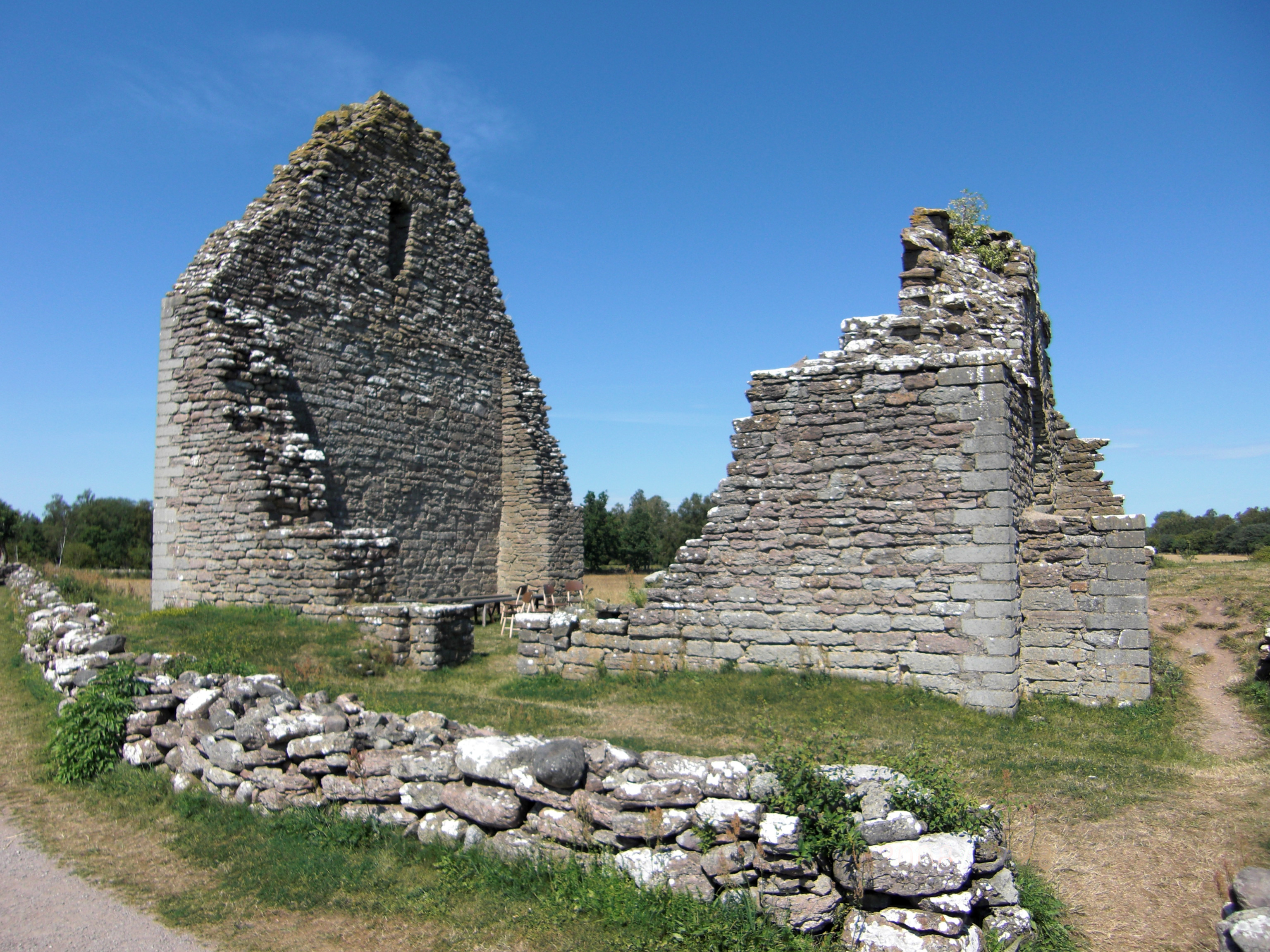
S:t Knuts kapell
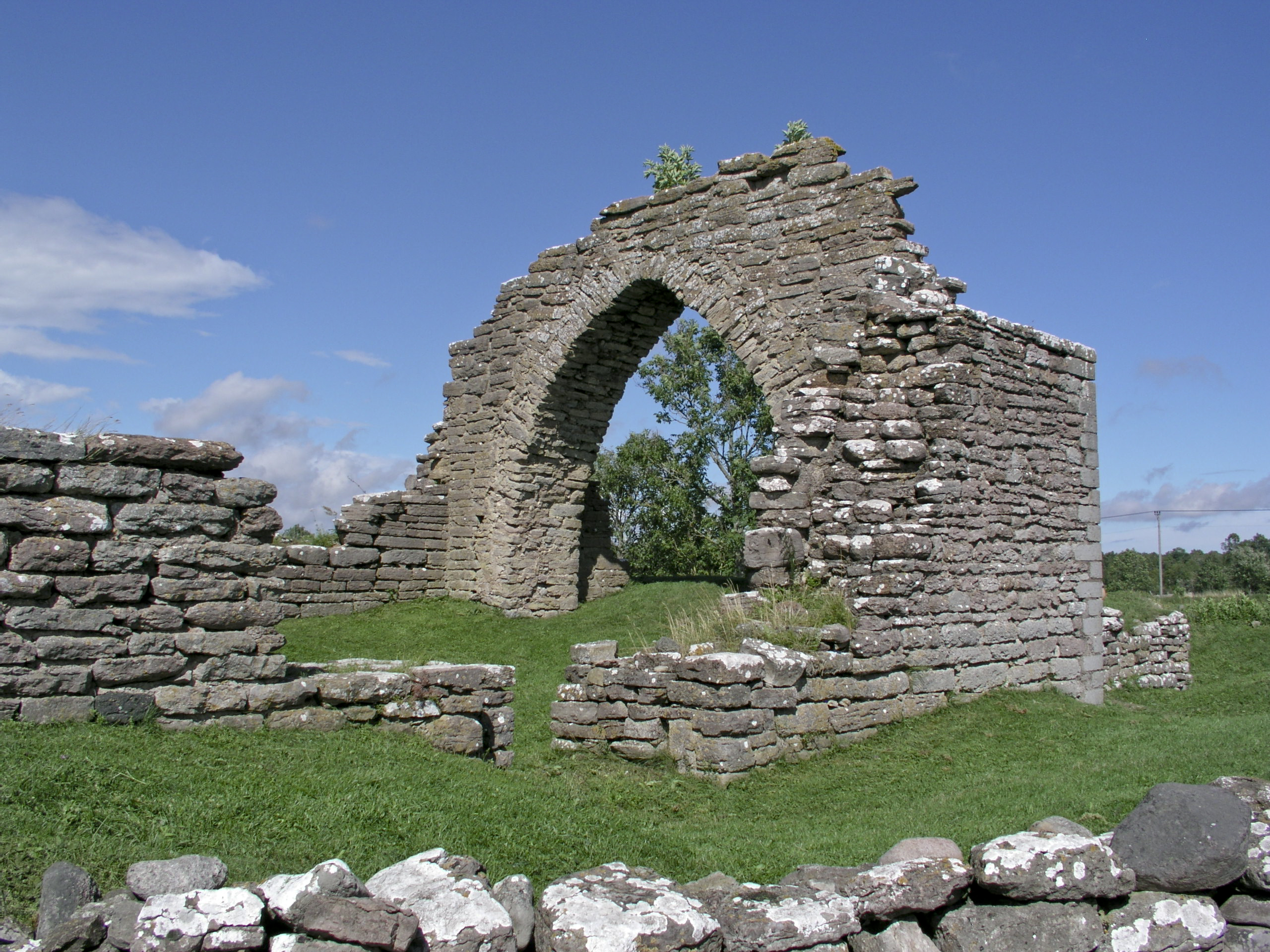
S:t Knuts kapell
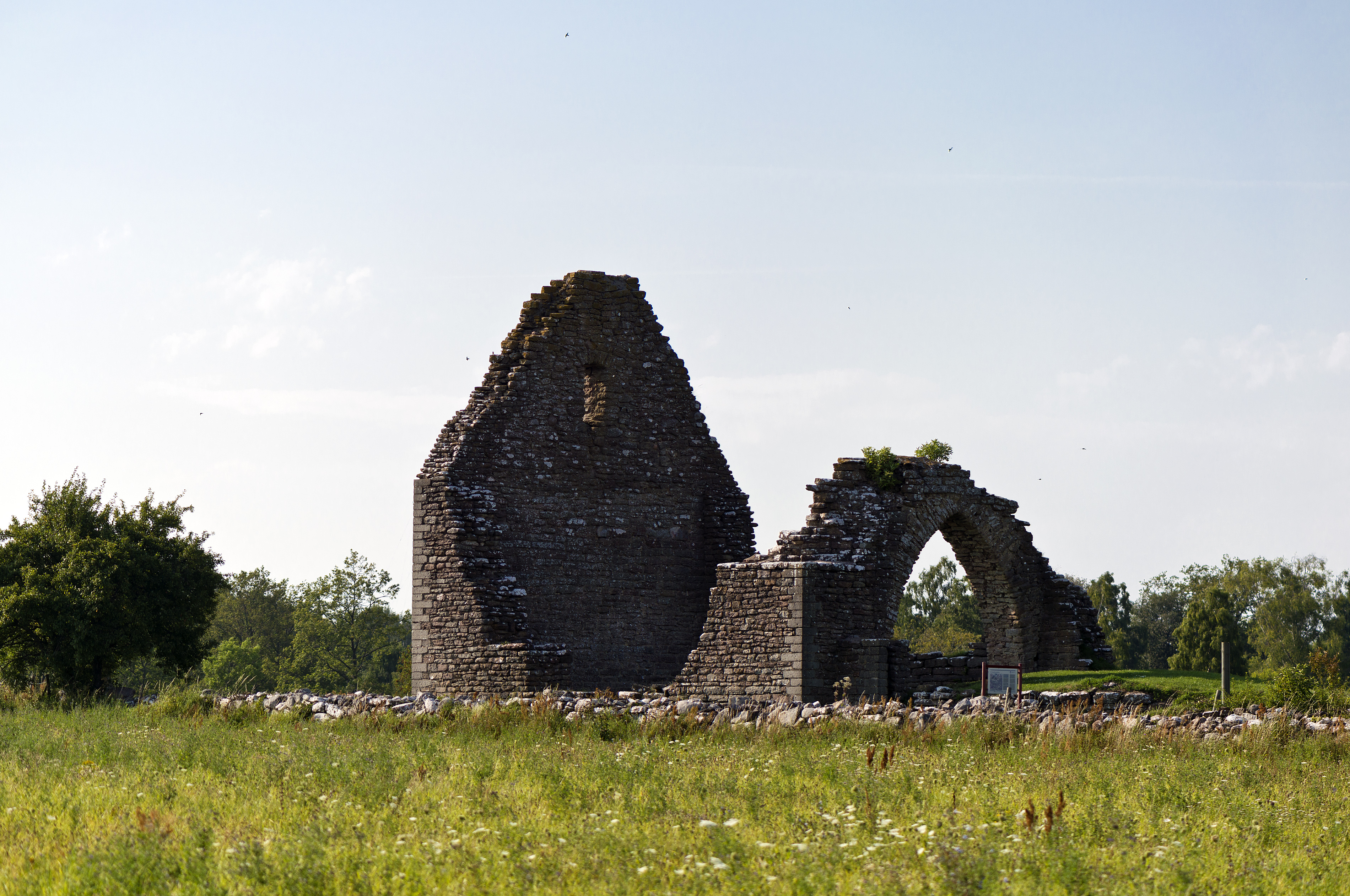
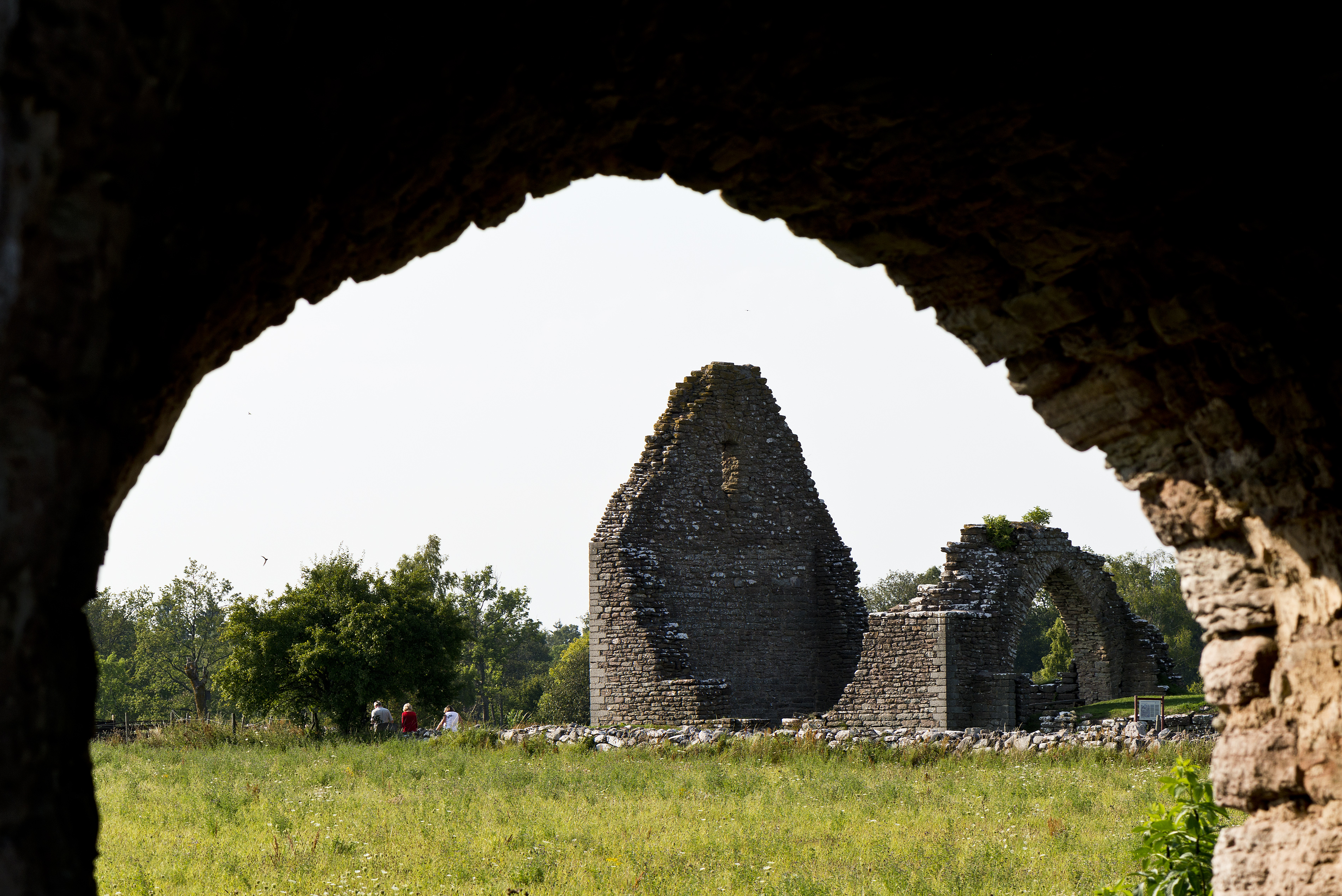
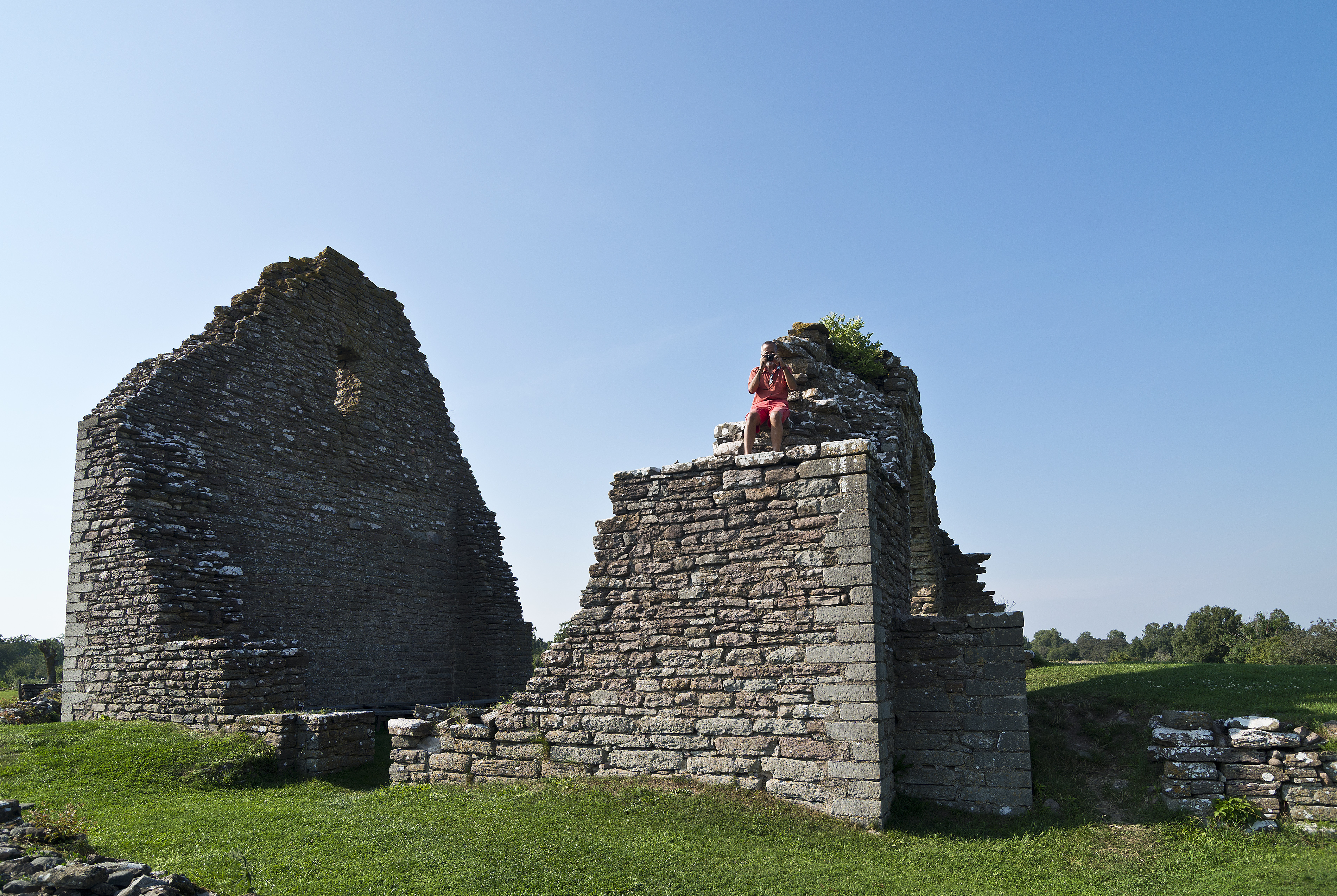